# Seiwa Seisaku Kenkyūkai
Das Seiwa Seisaku Kenkyūkai (japanisch 清和政策研究会, deutsch „Seiwa-Politikforschungsrat“, kurz: Seiwakai oder Seiwaken) war in dieser Form von 1979 bis 2024 eine Faktion innerhalb der japanischen Liberaldemokratischen Partei (LDP). Sie war seit einigen Jahrzehnten die größte Faktion der LDP und stand zuletzt von 2021 bis 2022 unter Vorsitz von Shinzō Abe (erschossen am 8. Juli 2022), nach dem sie mangels eindeutiger Nachfolge bis zur Auflösung als Abe-Faktion (安倍派 Abe-ha) bezeichnet wurde.
Das Seiwa Seisaku Kenkyūkai entstand 1979 ursprünglich als Seiwa-kai unter der Führung von Takeo Fukuda und versammelte Teile der 1962 gespaltenen Kishi-Faktion von Nobusuke Kishi. Ursprung des Faktionsnamens ist der Satz „Ist die Regierung sauber, sind die Menschen in Harmonie.“ (まつりごと清ければ人おのずから和す, Matsurigoto Kiyokereba Hito onozukara wasu; chinesisch 政清人和) des chinesischen Politikers Zhuge Hui (諸葛 恢; japanisch Shokatsu Kai) der Jin-Dynastie, der in der Kurzform Seiwa (清和) zusammengefasst wird.
Mit Yoshirō Mori, Jun’ichirō Koizumi, Shinzō Abe und Yasuo Fukuda stellte die Faktion von 2000 bis 2008 ununterbrochen die Parteivorsitzenden der LDP und Premierminister Japans. Während ihrer Amtszeit gehören Parteivorsitzende und Premierminister Japans allerdings offiziell keiner Faktion an. Von 2007 bis 2008, als Machimura Chefkabinettssekretär unter Yasuo Fukuda war, teilte er sich den Vorsitz mit Hidenao Nakagawa und Shūzen Tanigawa. 2009 übernahm er wieder die alleinige Führung. Nach seiner langen Amtszeit als Parteivorsitzender-Premierminister übernahm Shinzō Abe die Faktion.
2023 wurde öffentlich, dass vor allem die Abe-Faktion, aber auch andere Faktionen über Jahre abgezweigte Einnahmen aus Faktionsfundraisern nicht als politische Gelder deklariert hatten. Im Dezember 2023 wurden alle Minister und die meisten Staatssekretäre der Abe-Faktion aus dem umgebildeten zweiten Kabinett Kishida ausgetauscht. Der Skandal führte zu einer neuen öffentlichen Debatte über die inneren Machtstrukturen der LDP, die Regulierung politischer Einnahmen und stellte schließlich die Existenz der Faktionen an sich in Frage. In der Folge lösten sich im Januar 2024 zunächst die Kishida-Faktion des Parteivorsitzenden Fumio Kishida und zum Monatsende die Abe-Faktion formal auf. Während die strafrechtlichen Ermittlungen laufen, wurden parteiintern Strafen gegen zahlreiche einzelne Parteimitglieder bis zum Parteiausschluss verhängt.

## Vorsitzende
- Takeo Fukuda (1979–1986)
- Shintarō Abe (1986–1991)
- Hiroshi Mitsuzuka (1991–1998)
- Yoshirō Mori (1998–2000, 2001–2006)
- Jun’ichirō Koizumi (2000–2001; für die Zeit, in der Yoshirō Mori Premierminister war; durchgehend Mori-Faktion)
- Nobutaka Machimura (2006–2007)
- Nobutaka Machimura, Hidenao Nakagawa und Shūzen Tanigawa (geteilter Vorsitz, 2007–2009; Machimura-Faktion)
- Nobutaka Machimura (2009–2014)
- Hiroyuki Hosoda (2014–2021)
- Shinzō Abe (2021–2022)[5]
- vakant (2022–2023; weiter Abe-Faktion)
- Ryū Shionoya als amtierender Vorsitzender (会長代理 kaichō dairi), de facto weiter in kollektiver Führung (2023–2024; Abe-Faktion)[6]